# 킴 스미스
킴 스미스(Kimberley Katherine Smith, 1983년 3월 3일 ~ )는 미국의 배우, 모델, 영화배우, 텔레비전 배우이다.
휴스턴에서 태어났다.

## 방송
- 프라이데이 나잇 라이츠 1

## 영화
- 프라이데이 나잇 라이츠 (2006년)
- 캣우먼 (2004년)
- 더 빌 (1984년)
- 분노의 대결투 (1973년)
- 오 왓 어 러브리 워 (1969년)